# Cryptosporiopsis diplodioides
Cryptosporiopsis diplodioides är en svampart som först beskrevs av Allesch., och fick sitt nu gällande namn av Franz Petrak 1923. Cryptosporiopsis diplodioides ingår i släktet Cryptosporiopsis och familjen Dermateaceae.   Inga underarter finns listade i Catalogue of Life.